# محطات كهرباء سد الموصل
محطات كهرباء سد الموصل
تقع في محافظة نينوى في العراق وتبعد مسافة 50 كيلومتر عن مدينة الموصل مركز محافظة نينوى وتتالف من ثلاث محطات كهرومائيه وهي:
1. محطة السد الرئيسي وهي أكبر محطة توليد كهرومائيه في العراق والجزء الاسيوي من الوطن العربي وتتالف من اربع وحدات توليديه سعتها التصميميه 187.5 ميجا واط لكل وحدة وبطاقه كليه قدرها 750 ميجا واط وتستمد طاقتها المائية من بحيرة سد الموصل الرئيسية.
2. محطة السد التنظيمي وهي محطة كهرومائية صغيرة تتالف من اربع وحدات سعة كل منها 15 ميجا واط وبطاقة كلية مقدارها 60 ميجا واط تقع محطة السد التنظيمي على بعد 25 كيلومتر من السد الرئيسي والغرض الاساسي من انشاءها هو لتنظيم تصريف المياه إلى نهر دجلة مما يجعل سد الموصل مشروع اروائي كهربائي متكامل.
3. محطة الخزن بالضخ وهي محطة فريدة من نوعها في الوطن العربي والمنطقة تتالف من وحدتي توليد سعة كل منها 120 ميجا واط أي بطاقه كليه مقدارها 240 ميجا واط وتستخدم وحدتي الخزن بالضخ كمولدة وكمضخة عن طريق عكس اتجاه الدوران.